# الفریستون
الفریستون (به انگلیسی: Alfriston) یک روستا و محله مدنی در بریتانیا است که در ویلدن واقع شده‌است. الفریستون ۹٫۳۶ کیلومتر مربع مساحت و ۸۲۹ نفر جمعیت دارد.

## جستارهای وابسته

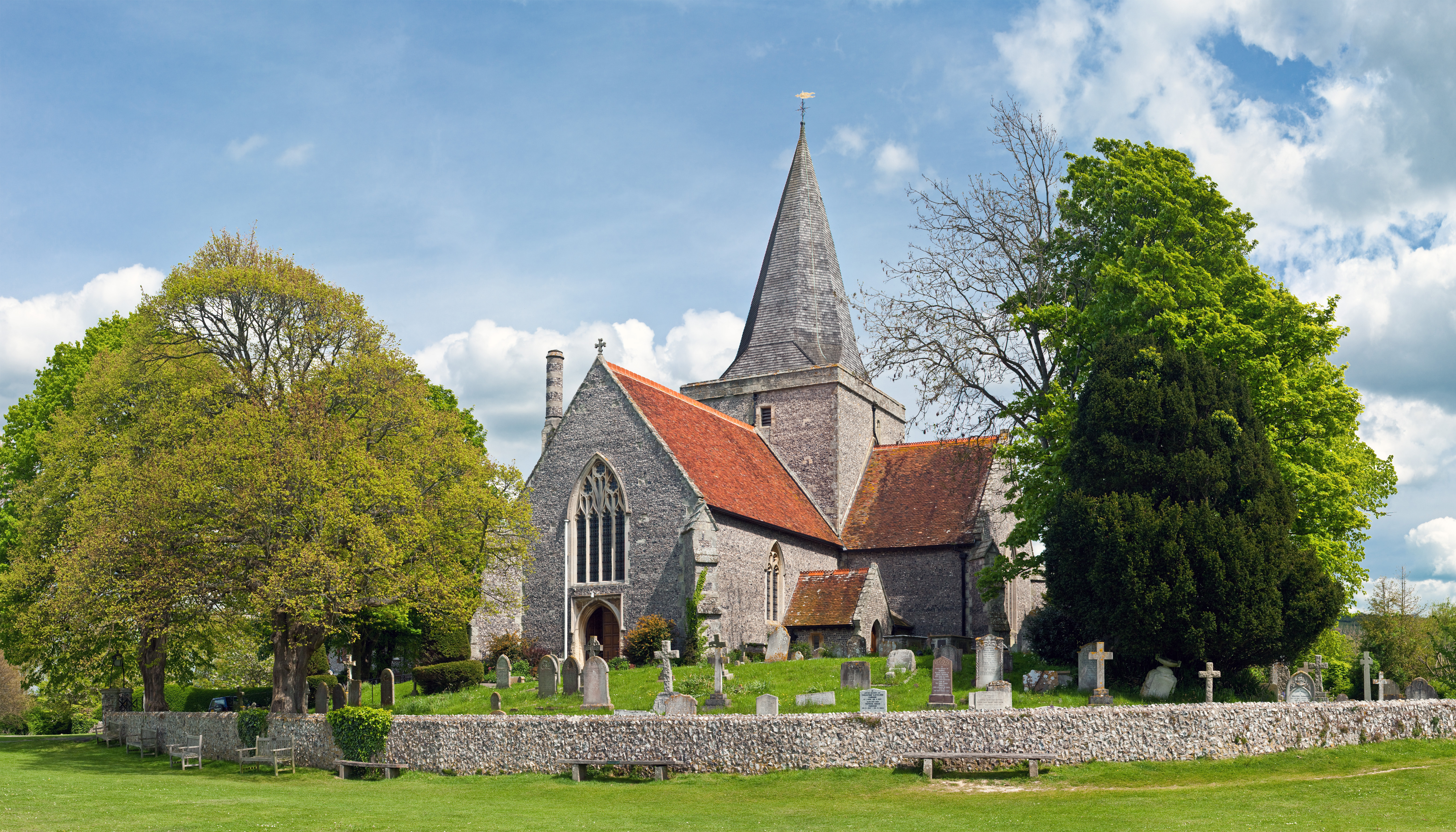
کلیسای سنت اندرو، آلفریستون کلیسای محلی الفریستون در ساسکس شرقی انگلستان است. این ساختمان دربین بناهای درجه یک فهرست‌شده است و در دهه ۱۳۷۰ میلادی ساخته شده و به عنوان «کلیسای جامع داونز» نیز شناخته می‌شود. روی تپه‌ای کوچک با دیواره‌های سنگ چخماق قرار دارد که نشان می‌دهد این مکان محل عبادت پیش از مسیحیت نیز بوده است، در وسط «تای» (دهکده سبز محلی)، مشرف به رودخانه کاکمر و توسط قبرستان گل احاطه شده است. این بنا به شکل صلیب یونانی ساخته شده است.